# 花木
花木
1. かぼく：花と木のこと。または、花の咲く木のこと。本項では、これについて説明する。
2. はなもく：「花の木曜日」の略。詳細は木曜日を参照。
3. はなき：日本人の姓の一つ。

## 花木
花木（かぼく）は、花または果実を観賞するために庭植えまたは鉢植えにして利用される木本のことである。広義には、新緑や紅葉・斑入り葉などの葉の美しさを愛でるための植物や、コニファー（松柏類）などのような、端正な樹形を楽しむための植物も含まれ、ほぼ庭木と同じ意味に用いるが、果樹や生け垣用のものは含まない。

## 花木王国・日本
欧米では花flowerといえば草花のことであるが、日本では伝統的な園芸植物で草物なのは菊・朝顔・花菖蒲などがあるが比較的少なく、花木では梅・桜・皐月・萩・紫陽花・牡丹・椿・山茶花などがあり、そのほかにも沈丁花・木蓮・山吹・藤・薔薇・槿・百日紅・金木犀など、身近な花木は実に多い。戦後欧米から導入されたアザレアやハイドランジアも、日本産のつつじや皐月、またはあじさいの改良種である。
これは、日本とヨーロッパの気候の違いが大きな要素を占めており、冬が長くて寒いか、あるいは夏に非常に乾燥するヨーロッパでは、そうした時期を種や球根などの休眠状態で乗り切る一年生植物や球根植物が多かったのに対し、四季の区別はあるものの、夏も冬もそこそこの湿度があり、深い休眠をする必要のない日本では、常緑樹も落葉樹もよく育ったからであろう。身近な花木のほとんどは、日本や中国などの東アジア原産の植物である。

## 花木と日本文化
花との関わり合いで、日本人と欧米人が違うのは、日本人は花をみんなで観賞する、花見、茶の湯などの文化を持っていることである。西洋では、古くからセキュリティの考えが発達していて、庭園もしっかりと塀で囲まれることが多かったが、日本では城や砦などの特別なところをのぞき、外界とのバリアがほとんどなく、比較的自由に出入りできた。庭は、家の持ち主が通りかかった人々と趣味を分かち合う場所であったと見ることもできる。

## 花物・実物盆栽

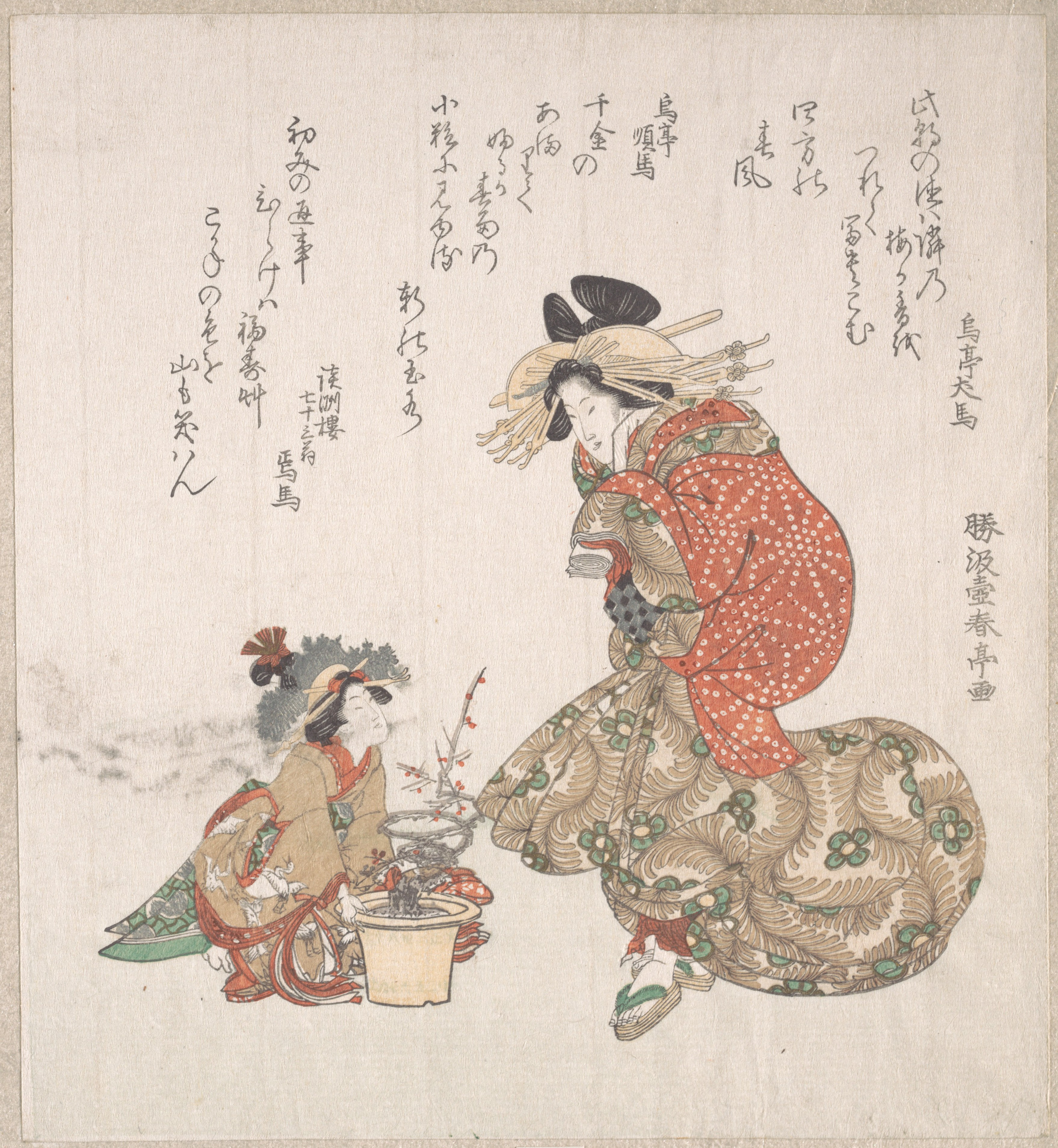
花魁と梅盆栽。勝川春亭画

日本独自の花木の利用法に、花物盆栽と実物盆栽がある。欧米の花木の鉢植えは、より大きく色鮮やかな花を数多く咲かせることに主眼がおかれているのに対し、日本の盆栽では、樹形から花の付き方まで、自然の中で生きているように作るのが普通である。